# Bioliquide
Un bioliquide est un « combustible liquide destiné à des usages énergétiques autres que pour le transport, y compris la production d'électricité, le chauffage et le refroidissement, et produit à partir de la biomasse ; le biocarburant étant un combustible liquide ou gazeux utilisé pour le transport et produit à partir de la biomasse », selon la désignation de l'Union européenne.
On parle parfois de bioliquides de première et de seconde génération